# Anglosasi
Anglosasi so bili kulturna skupina, ki je v zgodnjem srednjem veku poseljevala večji del današnje Anglije in je govorila staro angleščino. Svoj izvor so izsledili pri germanskih naseljencih, ki so na otok Velika Britanija prišli iz celinske Evrope v 5. stoletju. Čeprav podrobnosti niso jasne, se je njihova kulturna identiteta razvila iz interakcije teh naseljencev s prej obstoječo romansko-britsko kulturo. Sčasoma se je večina prebivalcev današnje južne, osrednje, severne in vzhodne Anglije opredelila za Anglosase in govorila staro angleščino. Danska in normanska invazija sta kasneje močno spremenila situacijo, vendar sta njuna jezikovna in politična struktura neposredni predhodnik srednjeveškega kraljestva Anglije in srednjeangleškega jezika. Čeprav moderni angleški jezik stari angleščini dolguje nekaj manj kot 26 % svojih besed, to vključuje veliko večino besed, ki se uporabljajo v vsakdanjem govoru.
Zgodovinsko gledano anglosaško obdobje označuje obdobje v Britaniji med približno letoma 450 in 1066, po njihovi začetni naselitvi in vse do normanskega osvajanja.
Zgodovina Anglosasov je zgodovina kulturne identitete. Razvila se je iz različnih skupin v povezavi s sprejetjem krščanstva med ljudmi in je bilo sestavni del ustanovitve različnih kraljestev. Ogroženi zaradi razširjenih invazij danskih Vikingov in vojaške okupacije vzhodne Anglije je bila ta identiteta ponovno vzpostavljena; prevladoval je vse do normanskega osvajanja. Anglosaško materialno kulturo je še vedno mogoče opaziti v arhitekturi, slogih oblačenja, iluminiranih besedilih, kovinskih izdelkih in drugi umetnosti. Za simbolično naravo teh kulturnih simbolov so močni elementi plemenskih in gosposkih vezi. Elita se je razglasila za kralje, ki so razvili burhe (utrdbe in utrjene naselbine) ter identificirali svoje vloge in ljudstva v biblijskih terminih. Predvsem, kot je ugotovila arheologinja Helena Hamerow, so »lokalne in razširjene sorodstvene skupine ostale ... bistvena proizvodna enota v celotnem anglosaškem obdobju». Učinki ostajajo, saj je študija iz leta 2015 pokazala genetsko zasnovo Britancev današnje populacije kaže delitve plemenskih političnih enot zgodnjega anglosaksonskega obdobja.
Izraz Anglosaški se je začel uporabljati v 8. stoletju (v latinščini in na celini) za razlikovanje germansko govorečih skupin v Britaniji od tistih na celini (Stara Saška in Anglija v severni Nemčiji). Leta 2003 je Catherine Hills povzela stališča številnih sodobnih učenjakov v svoji ugotovitvi, da sta bila odnos do Anglosasov in s tem interpretacija njihove kulture in zgodovine »bolj odvisna od sodobne politične in verske teologije kot od vseh vrst dokazov«.

## Etnonim
Staroangleški etnonim Angul-Seaxan izhaja iz latinskega Angli-Saxones in je postal ime ljudstev, ki jih je angleški menih Beda Častitljivi okoli leta 730 imenoval Angli, britski menih Gildas pa okoli leta 530 Saxones. Anglosasi je izraz, ki so ga Anglosasi sami redko uporabljali. Verjetno so se identificirali kot ængli, Seaxe ali, bolj verjetno, lokalno ali plemensko ime, kot je Mierce, Cantie, Gewisse, Westseaxe ali Norþanhymbre. Po vikinški dobi se je v Danelawu razvila anglo-skandinavska identiteta.
Zdi se, da je bil izraz Angli Saxones prvič uporabljen v celinskem pisanju 8. stoletja; Pavel Diakon ga uporablja za razlikovanje angleških Sasov od celinskih Sasov (Ealdseaxe, dobesedno 'stari Sasi'). Zdelo se je, da ime torej pomeni 'angleške' Sase.
Zdi se, da je krščanska cerkev uporabljala besedo Angli; na primer v zgodbi o papežu Gregorju I. in njegovi opombi Non Angli sed angeli (ne angleško, ampak angeli). Izraza ænglisc (jezik) in Angelcynn (ljudstvo) je uporabljal tudi zahodnosaški kralj Alfred Veliki za označevanje ljudstva; pri tem je sledil ustaljeni praksi. Beda in Alkuin sta uporabila gens Anglorum za označevanje vseh Anglosasov: Beda je ljudstvo predkrščanskega obdobja imenoval 'Sasi', vendar so vsi po sprejetju krščanstva postali 'Angle' (v skladu z uporabo besede papeža Gregorja I. beseda Anglorum za celotno misijo); Alkuin je 'Sase' postavil v nasprotje z 'Anglesi', pri čemer se je prvi nanašal samo na celinske Sase, drugi pa je bil povezan z Britanijo. Bedova izbira terminologije je bila v nasprotju z normo med njegovimi sodobniki, tako Angli kot Sasi, ki so se skupaj identificirali kot 'Sasi', svojo državo pa kot Saška. Ethelweard je prav tako sledil Bedovi rabi in sistematično uredil vse omembe besede 'saški' v 'angleški'.
Prva uporaba izraza Anglosaški med otoškimi viri je v naslovih za Ethelstan okoli leta 924: Angelsaxonum Denorumque gloriosissimus rex (najslavnejši kralj Anglosasov in Dancev) in rex Angulsexna in Norþhymbra imperator paganorum gubernator Brittanorumque propugnator (kralj Anglosasov in cesar Northumbrijcev, guverner poganov in zagovornik Britov). Včasih uporablja izraz rex Anglorum (kralj Angležev), ki je domnevno pomenil tako Anglosase kot Dance. Alfred je uporabil Anglosaxonum Rex. Izraz Engla cyningc (Angleški kralj) uporablja Ethelred. Knut Veliki, kralj Danske, Anglije in Norveške, je bil leta 1021 prvi, ki je deželo in ne ljudi označil s tem izrazom: ealles Englalandes cyningc (kralj vse Anglije). Ti naslovi izražajo občutek, da so bili Anglosasi krščansko ljudstvo s kraljem, ki ga je pomazilil Bog.
Avtohtoni govorci Common Brittonic so Anglosase imenovali Saxones ali morda Saeson (beseda Saeson je sodobna valižanska beseda za 'Angleže'); enakovredna beseda v škotski gelščini je Sasannach, v irskem jeziku pa Sasanach. Catherine Hills meni, da ni naključje, »da se Angleži imenujejo z imenom, ki ga je posvetila Cerkev, kot ljudstvo, ki ga je izbral Bog, medtem ko njihovi sovražniki uporabljajo ime, ki se je prvotno uporabljalo za piratske roparje«.

## Zgodnja anglosaška zgodovina (410–660)
Zgodnje anglosaško obdobje zajema zgodovino srednjeveške Britanije, ki se začne od konca rimske vladavine. To je obdobje, ki je v evropski zgodovini splošno znano kot obdobje preseljevanja ljudstev, tudi Völkerwanderung ('preseljevanje narodov' v nemščini). To je bilo obdobje intenzivnejšega preseljevanja ljudi v Evropi od približno leta 375 do leta 800. Migranti so bila germanska plemena, kot so Goti, Vandali, Angli, Sasi, Langobardi, Svebi, Frizi in Franki; kasneje so jih proti zahodu potisnili Huni, Avari, Slovani, Bolgari in Alani. Med migranti v Britanijo so lahko bili tudi Huni in Rugini.:123–124
Do leta 400 našega štetja je bila Rimska Britanija sestavni, cvetoči del Zahodnega rimskega cesarstva, ki so ga občasno vznemirjali notranji upori ali barbarski napadi, ki jih je ukrotil ali odbil velik kontingent cesarskih čet, nameščenih v provinci. Do leta 410 pa so se cesarske sile umaknile, da bi se soočile s krizami v drugih delih cesarstva, in Romano-Britanci so bili prepuščeni sami sebi v tako imenovanem postrimskem obdobju 5. stoletja.

### Selitve (410–560)
Zdaj je splošno sprejeto, da Anglosasi niso bili le prestavljeni germanski osvajalci in naseljenci s celine, ampak rezultat otoških interakcij in sprememb.
Pisanje ok. leta 540 Gildas omenja, da se je nekje v 5. stoletju svet voditeljev v Britaniji strinjal, da bo nekaj ozemlja na vzhodu južne Britanije dano Sasom na podlagi pogodbe, foedus, s katero bodo Sasi branili Brite proti napadom Piktov in Škotov v zameno za zaloge hrane. Najsodobnejši besedilni dokaz je Chronica Gallica iz leta 452, ki za leto 441 zapisuje: »Britske province, ki so do tega časa utrpele različne poraze in nesreče, so padle pod saško oblast.« To je zgodnejši datum kot tisto iz leta 451 za »prihod Sasov«, ki ga je uporabil Beda v svoji Historia ecclesiastica gentis Anglorum, napisani okrog leta 731. Trdili so, da je Beda napačno razlagal svoje (skope) vire in da kronološka sklicevanja v Historia Britonnum dajejo verjeten datum okoli leta 428.
Gildas pripoveduje, kako je izbruhnila vojna med Sasi in lokalnim prebivalstvom – zgodovinar Nick Higham jo imenuje »vojna saških federacij« – ki se je končala kmalu po obleganju pri 'Mons Badonicus'. Sasi so se vrnili v »svoj vzhodni dom«. Gildas mir imenuje »huda ločitev z barbari«. Higham trdi, da je bila cena miru boljša pogodba za Sase, ki jim je dala možnost, da prejemajo davek od ljudi po nižinah Britanije. Arheološki dokazi se ujemajo s tem prejšnjim časovnim okvirom. Zlasti delo Catherine Hills in Sama Lucyja o dokazih o Spong Hillu je premaknilo kronologijo za naselbino pred letom 450, pri čemer je veliko predmetov zdaj v fazah pred Bedinim datumom.
Ta vizija Anglosasov, ki so že v zgodnjih letih izvajali obsežno politično in vojaško moč, ostaja sporna. Najbolj razvita vizija nadaljevanja podrimske Britanije z nadzorom nad lastno politično in vojaško usodo več kot stoletje je vizija Kennetha Darka, ki nakazuje, da je podrimska elita preživela v kulturi, politiki in z vojaško močjo do ok. 570. Beda pa identificira tri faze poselitve: fazo raziskovanja, ko so plačanci prišli zaščititi prebivalce; selitvena faza, ki je bila precejšnja, kot nakazuje izjava, da je bil Anglus zapuščen; in fazo vzpostavitve, v kateri so Anglosasi začeli nadzorovati območja, implicirana v Bedovi izjavi o izvoru plemen.
Znanstveniki niso dosegli enotnega mnenja o številu migrantov, ki so v tem obdobju vstopili na Veliko Britanijo. Härke trdi, da je ta številka okoli 100.000 do 200.000. Bryan Ward-Perkins prav tako zagovarja do 200.000 dohodkov. Catherine Hills nakazuje, da je številka bližja 20.000. Računalniška simulacija je pokazala, da bi lahko preselitev 250.000 ljudi iz celinske Evrope izvedli v 38 letih. Nedavne genetske in izotopske študije so pokazale, da se je selitev, ki je vključevala tako moške kot ženske, nadaljevala več stoletij, kar je verjetno omogočilo znatno več novih prihodov, kot se je mislilo prej. Okoli leta 500 so bile v južni in vzhodni Britaniji ustanovljene skupnosti Anglosasov.
Härke in Michael Wood ocenjujeta, da je bilo britsko prebivalstvo na območju, ki je sčasoma postalo anglosaška Anglija, okoli enega milijona do začetka 5. stoletja; vendar se razpravlja o tem, kaj se je zgodilo z Briti. Tradicionalna razlaga za njihovo arheološko in jezikovno nevidnost je, da so jih Anglosasi bodisi pobili ali pregnali na gorata obrobja Britanije, kar je na splošno podprto z nekaj razpoložljivimi viri iz tega obdobja. Vendar pa obstajajo dokazi o kontinuiteti v sistemih pokrajinskega in lokalnega upravljanja, kar zmanjšuje verjetnost takšnega kataklizmičnega dogodka, vsaj v delih Anglije. Tako so znanstveniki predlagali druge, manj nasilne razlage, s katerimi je kultura Anglosasov, katerih jedro obsežne poselitve je bilo verjetno omejeno na današnjo jugovzhodno Anglijo, Vzhodno Anglijo in Lincolnshire, bi lahko postal vseprisoten po nižinski Britaniji. Härke je postavil scenarij, po katerem so Anglosasi pri širjenju proti zahodu prehiteli Brite in sčasoma dosegli točko, ko so njihovi potomci predstavljali večji delež prebivalstva tistega, kar naj bi postalo Anglija. Predlagano je bilo tudi, da so Brite nesorazmerno prizadele kuge, ki so prihajale prek rimskih trgovskih povezav, kar bi skupaj z velikim izseljevanjem v Armorico lahko znatno zmanjšalo njihovo število.
Kljub temu obstaja splošno soglasje, da je bilo v kraljestvih Wessex, Mercia in Northumbria precejšnje število Britov. Härke navaja, da je »splošno sprejeto, da je na severu Anglije domorodno prebivalstvo preživelo v večji meri kot na jugu« in da je v Bernicii »majhna skupina priseljencev morda nadomestila domorodno britsko elito in prevzela oblast kraljestvo kot delujoče podjetje.« Dokaze za domorodce v Wessexu pa lahko vidimo v zakonih kralja Ineja iz poznega 7. stoletja, ki so jim dajali manj pravic in nižji status kot Sasom. To je morda spodbudilo Brite v kraljestvu, da sprejmejo anglosaško kulturo. Higham poudarja, da »v okoliščinah, ko so bili svoboda pred zakonom, sprejemanje s sorodniki, dostop do pokroviteljstva ter uporaba in posedovanje orožja izključno tisti, ki so se lahko sklicevali na germansko poreklo, je imelo govorjenje stare angleščine brez latinskega ali britskega pregiba precejšnje vrednost.«
Obstajajo dokazi o britskem vplivu na nastajajoče anglosaške elite. Kraljevo linijo Wessex je tradicionalno ustanovil moški po imenu Cerdic, nedvomno keltsko ime, ki je sorodno Ceretic (ime dveh britanskih kraljev, na koncu izpeljano iz *Corotīcos). To lahko pomeni, da je bil Cerdic domači Brit in da se je njegova dinastija sčasoma poanglizirala. Številni Cerdičevi domnevni potomci so imeli tudi keltska imena, vključno z 'Bretwalda' Ceawlinom. Zadnji človek v tej dinastiji, ki je imel britsko ime, je bil kralj Caedwalla, ki je umrl šele leta 689. Tudi v Merciji več kraljev nosi na videz keltska imena, predvsem Penda. Na vzhodu do Lindseyja se keltsko ime Caedbaed pojavlja na seznamu kraljev.
Nedavne genetske študije, ki temeljijo na podatkih, zbranih iz okostij, najdenih v pokopih iz železnodobne, rimske in anglosaške dobe, so prišle do zaključka, da predniki sodobnega angleškega prebivalstva vsebujejo velike prispevke tako anglosaških migrantov kot romansko-britskih staroselcev.

### Razvoj anglosaške družbe (560–610)
V zadnji polovici 6. stoletja so k razvoju družbe prispevale štiri strukture; bili so položaj in svoboščine ceorla, manjša plemenska območja, ki so se združevala v večja kraljestva, elita, ki se je razvijala od bojevnikov do kraljev in irsko meništvo, ki se je razvijalo pod Finnianom (ki se je posvetoval z Gildasom) in njegovim učencem Kolumbanom.
Za anglosaške kmetije tega obdobja se pogosto napačno domneva, da so 'kmečke kmetije'. Vendar ceorl, ki je bil najnižje uvrščeni svobodnjak v zgodnji anglosaški družbi, ni bil kmet, ampak moški, ki je imel v lasti orožje s podporo sorodnikov, dostopom do prava in wergilda (predpis v nekaterih zgodovinskih pravnih kodeksih, s katerim je bila določena denarna vrednost za življenje osebe); ki je na vrhu razširjenega gospodinjstva, ki obdeluje vsaj eno enoto hide zemlje. Kmet je imel svobodo in pravice do zemljišč, z zagotavljanjem najemnine ali dajatve nadrejenemu, ki je zagotavljal le majhen gosposki vložek. Večina te zemlje je bila običajna zunanja njiva (sistema zunajpolje-oblast), ki je posameznikom zagotavljala sredstva za izgradnjo osnove sorodstvenih in skupinskih kulturnih vezi.
Tribal Hidage navaja petintrideset ljudstev ali plemen z ocenami v hide, ki so bile morda prvotno opredeljene kot površina zemlje, ki zadostuje za vzdrževanje ene družine. Ocene v Hidageu odražajo relativno velikost provinc. Čeprav so se razlikovali po velikosti, je bilo vseh petintrideset ljudstev plemenskega Hidagea enakega statusa, saj so bila območja, ki jim je vladala lastna elitna družina (ali kraljeve hiše), zato so bila neodvisno ocenjena za plačilo davka. Do konca 6. stoletja so se večja kraljestva ustanovila na južni ali vzhodni obali. Vključujejo provinci Jutov Hampshire in Wight, Južni Sasi, Kent, Vzhodni Sasi, Vzhodni Angli, Lindsey in (severno od Humberja) Deira in Bernicia. Nekatera od teh kraljestev so bila morda prvotno osredotočena na ozemlje, ki je temeljilo na nekdanji rimski civitas.
Do konca 6. stoletja so se voditelji teh skupnosti imenovali za kralje, čeprav ne bi smeli domnevati, da so bili vsi germanskega izvora. Koncept Bretwalda velja za dokaz številnih zgodnjih anglosaških elitnih družin. Zdi se, da Beda v svoji Bretwaldi namiguje na zmožnost voditeljev, da izvabijo davek, prestrašijo in/ali zaščitijo majhne regije, kar je bilo v katerem koli primeru morda razmeroma kratkotrajno. Navidezno "anglosaške" dinastije so druga drugo nadomeščale v tej vlogi v diskontinuiranem, a vplivnem in močnem poimenskem razpisu vojaških elit. Pomembno je, da so te dinastije, ne glede na njihov izvor ali kdaj so cvetele, uveljavljale svojo trditev o gospostvu prek svojih povezav z razširjenimi sorodniškimi in morda mitskimi vezmi. Kot poudarja Helen Geake, »so bili vsi po naključju v sorodu z Wodenom«.

### Spreobrnitev v krščanstvo (588–686)
Leta 565 je Kolumban, menih iz Irske, ki je študiral v meniški šoli Moville pri sv. Finnianu, dosegel Iono kot samoprisilen izgnanec. Vpliv samostana Iona je prerasel v tisto, kar je Peter Brown opisal kot »nenavadno obsežen duhovni imperij«, ki se je »raztezal od zahodne Škotske globoko proti jugozahodu v osrčje Irske in je proti jugovzhodu segal po vsej severni Velika Britanija zaradi vpliva svojega sestrskega samostana Lindisfarne«.
Junija 597 je Kolumban umrl. V tem času je Avguštin Canterburyjski pristal na otoku Thanet in nadaljeval do glavnega mesta kralja Ethelberhta Canterburyjskega. Bil je predstojnik samostana v Rimu, ko ga je papež Gregor Veliki leta 595 izbral za vodjo gregorijanske misije v Veliki Britaniji, da bi pokristjanjevali kraljestvo Kent od njihovega domačega anglosaškega poganstva. Kent je bil verjetno izbran, ker se je Ehtelberht poročil s krščansko princeso Bertho, hčerko pariškega kralja Hariberta I., za katero se je pričakovalo, da bo imela določen vpliv na moža. Ethelberht je bil spreobrnjen v krščanstvo, ustanovljene so bile cerkve in v kraljestvu se je začelo širše pokristjanjevanje. Ethelberhtov zakon za Kent, najzgodnejši napisani zakonik v katerem koli germanskem jeziku, je uvedel zapleten sistem glob. Kent je bil bogat z močnimi trgovskimi vezmi s celino in Ehtelberht je morda uvedel kraljevi nadzor nad trgovino. Prvič po anglosaški invaziji so v Kentu med njegovo vladavino začeli krožiti kovanci.
Leta 635 je Aidan, irski menih iz Ione, izbral otok Lindisfarne za ustanovitev samostana, ki je bil blizu glavne trdnjave kralja Oswalda Bamburgha. Bil je v samostanu v Ioni, ko je Oswald prosil, naj mu pošljejo misijo, da bi pokristjanila Kraljevino Northumbria iz njihovega domačega anglosaškega poganstva. Oswald je verjetno izbral Iono, ker je po smrti svojega očeta pobegnil na jugozahod Škotske in se srečal s krščanstvom ter se vrnil odločen, da bo Northumbrio pokristjanil. Aidan je dosegel velik uspeh pri širjenju krščanske vere in ker ni znal govoriti angleško, Oswald pa se je med izgnanstvom naučil irščine, je Oswald deloval kot Aidanov tolmač, ko je slednji pridigal. Kasneje je bil zavetnik Northumberlanda, sveti Cuthbert, opat samostana in nato škof Lindisfarna. Anonimno Cuthbertovo življenje, napisano v Lindisfarnu, je najstarejše ohranjeno angleško zgodovinsko pisanje in v njegov spomin so v njegovo krsto položili evangelij (znan kot evangelij sv. Cuthberta). Okrašena usnjena vezava je najstarejša nedotaknjena evropska vezava.
Leta 664 je bila sklicana sinoda v Whitbyju, ki je določila rimsko prakso v nasprotju z irsko prakso (v slogu tonzure in datumov velike noči) kot normo v Northumbriji in tako »pripeljala Northumbrijsko cerkev v glavni tok rimske kulture«. Škofovski sedež Northumbrije je bil prenesen iz Lindisfarna v York. Wilfrid, glavni zagovornik rimskega stališča, je kasneje postal škof Northumbrije, medtem ko so se Colmán in podporniki Ionana, ki niso spremenili svojih navad, umaknili v Iono.

## Srednjeanglosaška zgodovina (660–899)
Do leta 660 se je politični zemljevid nižinske Britanije razvil z manjšimi ozemlji, ki so se združevala v kraljestva, in od takrat so večja kraljestva začela prevladovati nad manjšimi kraljestvi. Razvoj kraljestev, z določenim kraljem, ki je bil priznan kot vrhovni gospodar, se je razvil iz zgodnje ohlapne strukture, ki je po mnenju Highama povezana s prvotnim feodusom. Tradicionalno ime za to obdobje je Heptarhija, ki pa ga znanstveniki ne uporabljajo več od zgodnjega 20. stoletja, saj daje vtis enotne politične strukture in ne daje »možnosti za obravnavo zgodovine enega samega kraljestva kot celota«. Simon Keynes nakazuje, da sta bili 8. in 9. stoletje obdobje gospodarskega in družbenega razcveta, ki je ustvaril stabilnost tako pod Temzo kot nad Humberjem.

### Prevlada Mercie (626–821)
Srednja nižinska Britanija je bila znana kot kraj Mierce, mejnega ljudstva, v latinščini Mercia. Mercia je bila raznoliko območje plemenskih skupin, kot prikazuje Tribal Hidage; ljudstva so bila mešanica britsko govorečih ljudstev in anglosaških pionirjev in njihovi zgodnji voditelji so imeli britska imena, kot je Penda. Čeprav se Penda ne pojavi na Bedovem seznamu velikih vladarjev, je iz tega, kar Beda pravi drugje, videti, da je prevladoval nad južnimi kraljestvi. V času bitke pri reki Winwæd se je v njegovem imenu borilo trideset duces regii (kraljevih generalov). Čeprav je v dokazih veliko vrzeli, je jasno, da so bili mercijski kralji v 7. stoletju mogočni vladarji, ki so lahko izvajali obsežno vrhovno oblast iz svoje baze v Midlandu.
Mercijski vojaški uspeh je bil osnova njihove moči; uspelo ji je ne le proti 106 kraljem in kraljestvom z zmago v bitkah, ampak z neusmiljenim pustošenjem katerega koli območja, ki je bilo dovolj neumno, da bi zadržalo davek. Ta vidik Mercijske vojaške politike je v zgodovini Bede raztresen na več naključnih omemb. Penda najdemo, kako pustoši po Northumbriji vse do Bamburgha in le Aidanovo čudežno posredovanje prepreči popolno uničenje naselja. Leta 676 je Ethelred izvedel podobno pustošenje v Kentu in povzročil takšno škodo v škofiji Rochester, da sta se dva zaporedna škofa odpovedala svojemu položaju zaradi pomanjkanja sredstev. V teh poročilih je redek bežen vpogled v resničnost zgodnje anglosaške nadvlade in kako je bilo mogoče v sorazmerno kratkem času vzpostaviti široko razširjeno nadvlado. Do sredine 8. stoletja so bila tudi druga kraljestva južne Britanije prizadeta zaradi mercijskega ekspanzionizma. Zdi se, da so Vzhodni Sasi izgubili nadzor nad Londonom, Middlesexom in Hertfordshirom v korist Ethelbalda, čeprav se zdi, da to ni vplivalo na vzhodnosaške domovine, vzhodnosaška dinastija pa se je nadaljevala v 9. stoletju. Mercijski vpliv in sloves sta dosegla višek, ko je v poznem 8. stoletju najmočnejši evropski vladar tiste dobe, frankovski kralj Karel Veliki, priznal moč mercijskega kralja Offa in temu primerno z njim ravnal spoštljivo, četudi bi to lahko bilo le laskanje.

### Učenje in meništvo (660–793)
Michael Drout imenuje to obdobje »zlata doba«, ko je učenje zacvetelo z renesanso klasičnega znanja. Rast in priljubljenost meništva nista bila povsem notranji razvoj, saj je anglosaško meniško življenje oblikoval vpliv s celine. Leta 669 je Teodor, grško govoreči menih po rodu iz Tarza v Mali Aziji, prispel v Veliko Britanijo in postal osmi canterburyjski nadškof. Naslednje leto se mu je pridružil kolega Hadrijan, latinsko govoreči Afričan po poreklu in nekdanji opat samostana v Kampanji (blizu Neaplja).ref>Lendinara, Patrizia. "The world of Anglo-Saxon learning." The Cambridge Companion to Old English Literature (1991): 264–281.</ref> Ena njunih prvih nalog v Canterburyju je bila ustanovitev šole; in po besedah Bede (kakšnih šestdeset let kasneje) so kmalu »pritegnili množico učencev, na katerih misli so dnevno vlivali potoki zdravega učenja«. Kot dokaz njihovega poučevanja Beda poroča, da so nekateri njuni učenci, ki so preživeli do njegovih dni, enako tekoče govorili grščino in latinščino kot svoj materni jezik. Beda v zvezi s tem ne omenja Aldhelma; vendar iz pisma, ki ga je Aldhelm naslovil na Hadrijana, vemo, da mora biti tudi on prištet med njihove učence.
Aldhelm je pisal v dovršeni in veličastni ter zelo težki latinščini, ki je stoletja postala prevladujoč slog. Michael Drout pravi: »Aldhelm je pisal latinske heksametre bolje kot kdorkoli prej v Angliji (in morda bolje kot kdorkoli od takrat ali vsaj do Johna Miltona). Njegovo delo je pokazalo, da so učenjaki v Angliji, na samem robu Evrope, lahko enako učeni in sofisticiran kot vsi pisatelji v Evropi.«  V tem obdobju sta se bogastvo in moč samostanov povečala, saj so se elitne družine, morda brez moči, obrnile k meniškemu življenju.
Anglosaško meništvo je razvilo nenavadno institucijo »dvojnega samostana«, hišo menihov in hišo nun, ki živita drug poleg drugega, si delita cerkev, a se nikoli ne mešata, in živita ločeno celibatno življenje. Tem dvojnim samostanom so predsedovale opatinje, ki so postale ene najmočnejših in najvplivnejših žensk v Evropi. Dvojni samostani, ki so bili zgrajeni na strateških mestih v bližini rek in obal, so si nabrali ogromno bogastvo in moč v več generacijah (njihova dediščina ni bila razdeljena) in postali središča umetnosti in učenja.
Medtem ko je Aldhelm opravljal svoje delo v Malmesburyju, je Beda daleč od njega, zgoraj v severni Angliji, napisal ogromno knjig, si pridobil ugled v Evropi in pokazal, da Angleži znajo pisati zgodovino in teologijo ter delati astronomska računanja ( med drugim za datume velike noči).

### Zahodnosaška hegemonija in anglo-skandinavske vojne (793–878)
V 9. stoletju je Wessex pridobil moč, od temeljev, ki jih je postavil kralj Egbert v prvi četrtini stoletja, do dosežkov kralja Alfreda Velikega v zadnjih desetletjih. Obrisi zgodbe so povedani v Anglosaški kroniki, čeprav anali predstavljajo zahodnosaško stališče. Na dan Egbertovega nasledstva kraljestva Wessex leta 802 je mercijski ealdorman iz province Hwicce prestopil mejo pri Kempsfordu z namenom, da izvede vdor v severni Wiltshire; mercijsko silo je srečal lokalni ealdorman, »in prebivalci Wiltshira so zmagali«. Leta 829 je Egbert nadaljeval, kot poroča kronist, da bi osvojil »kraljestvo Mercijev in vse južno od Humberja«. Na tej točki se je kronist odločil Egbertovo ime pripisati Bedovemu seznamu sedmih vladarjev in dodal, da je bil »osmi kralj, ki je bil Bretwalda«. Simon Keynes meni, da je Egbertova ustanovitev »bipartitnega« kraljestva ključnega pomena, saj se je raztezalo po južni Angliji in je ustvarilo delujočo zvezo med zahodno saško dinastijo in vladarji Mercijev. Leta 860 sta bila vzhodni in zahodni del južnega kraljestva združena s sporazumom med preživelimi sinovi kralja Ethelwulfa, čeprav se zveza ni ohranila brez nasprotovanja znotraj dinastije; in v poznih 870-ih je kralj Alfred pridobil podreditev Mercijev pod njihovim vladarjem Ethelredom, ki bi ga v drugačnih okoliščinah lahko označili za kralja, vendar je pod alfredskim režimom veljal za 'ealdormana' svojega ljudstva.
Bogastvo samostanov in uspeh anglosaške družbe sta pritegnila pozornost ljudi iz celinske Evrope, predvsem Dancev in Norvežanov. Zaradi roparskih napadov, ki so sledili, so roparji pritegnili ime Viking – iz staronordijske besede víkingr, kar pomeni ekspedicija – ki se je kmalu začelo uporabljati za roparsko dejavnost ali piratstvo, o katerem poročajo v zahodni Evropi. Leta 793 je bil napaden Lindisfarne in čeprav to ni bil prvi napad te vrste, je bil najvidnejši. Leta 794 je bil napaden Jarrow, samostan, kjer je Beda pisal; leta 795 je bila napadena Iona na Škotskem; in leta 804 je samostan v Lymingeju v Kentu dobil zatočišče znotraj obzidja Canterburyja. Nekje okoli leta 800 je bil Reeve iz Portlanda v Wessexu ubit, ko je nekatere roparje zamenjal za navadne trgovce.
Vikinški pohodi so se nadaljevali vse do leta 850, takrat pa Kronika pravi: »Pogani so prvič ostali čez zimo«. Zdi se, da flota ni ostala dolgo v Angliji, vendar je začela trend, ki so mu kasneje sledili tudi drugi. Zlasti vojska, ki je prispela leta 865, je ostala čez mnoge zime in del nje je kasneje naselil tisto, kar je postalo znano kot Danelaw. To je bila 'velika vojska', izraz, ki sta ga uporabljala Chronicle v Angliji in Adrevald iz Fleuryja na celini. Zavojevalci so lahko izkoristili spore med različnimi kraljestvi in znotraj njih ter imenovali marionetne kralje, kot je bil Ceolwulf v Merciji leta 873 in morda drugi v Northumbriji leta 867 in Vzhodni Angliji leta 870. Tretja faza je bila doba poselitve; vendar je 'velika vojska' šla povsod, kjer je lahko našla najbogatejšo robo, in prečkala Rokavski preliv, ko se je soočila z odločnim nasprotovanjem, kot v Angliji leta 878, ali z lakoto, kot na celini leta 892. Do te stopnje so Vikingi postajali vse večji pomen kot katalizatorji družbenih in političnih sprememb. Predstavljali so skupnega sovražnika, zaradi česar so se Angleži bolj zavedali nacionalne identitete, ki je prevladala nad globljimi razlikami; lahko bi jih dojemali kot instrument božjega kaznovanja za grehe ljudi, ozaveščali kolektivno krščansko identiteto; in z 'osvojitvijo' kraljestev Vzhodnih Anglov, Northumbrijcev in Mercijev, so ustvarili vakuum v vodstvu angleškega ljudstva.
Danska naselitev se je nadaljevala v Merciji leta 877 in Vzhodni Angliji v letih 879–80 in 896. Preostala vojska je medtem nadaljevala s napadanjem in ropanjem na obeh straneh Rokavskega preliva, pri čemer so očitno prihajali novi rekruti, ki so povečali njene vrste, saj je očitno bila še naprej mogočna bojna sila. Sprva se je Alfred odzval s ponudbo ponovnega plačila davka. Vendar je Alfred po odločilni zmagi pri Edingtonu leta 878 ponudil odločno nasprotovanje. Vzpostavil je verigo trdnjav po vsej južni Angliji, reorganiziral vojsko, »tako da je bila vedno polovica njenih mož doma, polovica pa zunaj v službi, razen tistih mož, ki naj bi garnizirali v Burhih« in leta 896 ukazal zgraditi novo vrsto plovila, ki bi se lahko zoperstavilo vikinškim dolgim ladjam v plitvih obalnih vodah. Ko so se Vikingi leta 892 vrnili s celine, so ugotovili, da ne morejo več po mili volji tavati po deželi, kajti kamor koli so šli, jim je nasprotovala lokalna vojska. Po štirih letih so se Skandinavci zato razdelili, nekateri so se naselili v Northumbriji in Vzhodni Angliji, preostali pa so znova poskusili srečo na celini.

### Kralj Alfred in obnova (878–899)
Za Alfreda so bile pomembnejše od njegovih vojaških in političnih zmag njegova vera, ljubezen do učenja in širjenje pisanja po vsej Angliji. Keynes meni, da je Alfredovo delo postavilo temelje za to, zaradi česar je bila Anglija resnično edinstvena v vsej srednjeveški Evropi od okoli leta 800 do leta 1066.
Alfred je vedel, da sta književnost in učenje, tako v angleščini kot v latinščini, zelo pomembna, vendar stanje učenja ni bilo dobro, ko je Alfred prišel na prestol. Alfred je kraljevanje videl kot duhovniško funkcijo, pastirja za svoje ljudstvo. Ena knjiga, ki mu je bila še posebej dragocena, je bila Cura Pastoralis (Pastoralna oskrba) Gregorja Velikega. To je duhovnikovo navodilo, kako skrbeti za ljudi. Alfred je to knjigo vzel kot svoj vodnik o tem, kako biti dober kralj svojemu ljudstvu; torej dober kralj za Alfreda poveča pismenost.
Domneva se, da je eden od æstel (beseda se pojavi le v tem enem besedilu) zlato, kamniti kristal in emajl Alfredov dragulj, odkrit leta 1693, za katerega se predvideva, da je bil opremljen z majhno palico in uporabljen kot kazalec pri branju. Alfred je zagotovil funkcionalno pokroviteljstvo, povezano s socialnim programom vernakularne pismenosti v Angliji, kar je bilo brez primere.

## Pozna anglosaška zgodovina (899–1066)
Okvir za pomembne dogodke 10. in 11. stoletja ponuja Anglosaška kronika. Vendar pa listine, zakoniki in kovanci nudijo podrobne informacije o različnih vidikih kraljeve vlade, ohranjena dela anglo-latinske in ljudske literature ter številni rokopisi, napisani v 10. stoletju, na različne načine pričajo o vitalnosti cerkvene kulture. Vendar, kot predlaga Keynes, »iz tega ne sledi, da je 10. stoletje bolje razumljeno kot bolj redko dokumentirana obdobja«

### Reforma in nastanek Anglije (899–978)
V 10. stoletju so zahodnosaški kralji razširili svojo oblast najprej nad Mercio, nato v južni Danelaw in končno nad Northumbrio, s čimer so ljudstvom vsilili videz politične enotnosti, ki pa se je kljub temu zavedala svojih običajev in njuni ločeni preteklosti. Prestiž in pravzaprav pretenzije monarhije so se povečali, vladne institucije so se okrepile, kralji in njihovi zastopniki so na različne načine poskušali vzpostaviti družbeni red. Ta proces se je začel z Edvardom starejšim – ki je s svojo sestro Ehelfled, gospo Mercijev, sprva, razkrivajo listine, spodbujal ljudi k nakupu posesti od Dancev, s čimer je ponovno uveljavil določeno stopnjo angleškega vpliva na ozemlju, ki je padlo pod danski nadzor. David Dumville domneva, da je Edvard to politiko morda razširil tako, da je svoje podpornike nagradil z zemljišči na ozemljih, ki so jih na novo osvojili Danci in da listine, izdane v zvezi s takšnimi podelitvami, niso ohranjene. Ko je Ethelfled umrla, je Mercio prevzel Wessex. Od takrat naprej ni bilo nobenega boja za prestol, zato je hiša Wessex postala vladajoča hiša v Angliji.
Edvarda starejšega je nasledil njegov sin Ethelstan, ki ga Keynes imenuje »visoka figura v pokrajini 10. stoletja«. Njegova zmaga nad koalicijo njegovih sovražnikov – Konstantinom, škotskim kraljem, Owain ap Dyfnwal, kraljem Cumbrijcev in Olaf Guthfrithson, kraljem Dublina – v bitki pri Brunanburhu, ki jo slavi pesem v Anglosaški kroniki, mu je odprla pot, da ga pozdravijo kot prvega kralja Anglije. Ethelstanova zakonodaja kaže, kako je kralj prisilil svoje uradnike, da so opravljali svoje dolžnosti. Brezkompromisno je vztrajal pri spoštovanju zakona. Vendar pa ta zakonodaja razkriva tudi nenehne težave, s katerimi so se srečevali kralj in njegovi svetniki, da bi spravili problematično ljudstvo pod neko obliko nadzora. Njegova trditev, da je 'kralj Angležev', nikakor ni bila splošno priznana. Položaj je bil zapleten: hibernsko-nordijski vladarji Dublina so še vedno hrepeneli po svojih interesih v danskem kraljestvu York; skleniti je bilo treba pogoje s Škoti, ki se niso mogli le vmešavati v zadeve Northumbrie, ampak tudi blokirati komunikacijsko linijo med Dublinom in Yorkom; in prebivalci severne Northumbrie so veljali za zakon zase. Šele po dvajsetih letih ključnih dogodkov po Ethelstanovi smrti leta 939 je enotno angleško kraljestvo začelo dobivati znano obliko. Vendar pa je glavni politični problem za Edmunda in Edreda, ki je nasledil Ethelstana, ostala težava pri podrejanju severa. Leta 959 naj bi Edgar »nasledil kraljestvo tako v Wessexu kot v Merciji in Northumbriji in je bil takrat star 16 let« (ASC, različica 'B', 'C'), in se imenuje 'Mirovnik'. Do zgodnjih 970-ih, po desetletju Edgarjevega 'miru', se je morda zdelo, da je angleško kraljestvo res opravljeno. V svojem uradnem nagovoru zbranim v Winchestru je kralj pozval svoje škofe, opate in opatinje, »naj bodo enotnega mnenja glede meniške navade ... da različni načini spoštovanja običajev enega pravila in ene države ne bi privedli do njihovega svetega pogovora. slab ugled«.
Ethelstanov dvor je bil intelektualni inkubator. Na tem dvoru sta bila dva mladeniča po imenu Dunstan in Ethelwold, ki sta postala duhovnika, domnevno na vztrajanje Ethelstana, tik ob koncu njegove vladavine leta 939. Med letoma 970 in 973 je potekal koncil pod okriljem Edgarja, na katerem so oblikovali niz pravil, ki bi veljala po vsej Angliji. S tem so vsi menihi in nune v Angliji prvič postavili pod en niz podrobnih običajev. Leta 973 je Edgar prejel posebno drugo, 'cesarsko kronanje' v Bathu, in od te točke je Angliji vladal Edgar pod močnim vplivom Dunstana, Ethelwolda in Oswalda, škofa iz Worcestra.

### Ethelred in vrnitev Skandinavcev (978–1016)
V času vladavine kralja Ethelreda Nepripravljenega so se znova začeli vikinški napadi na Anglijo, kar je državo in njeno vodstvo postavilo pod zelo hude pritiske, ki so dolgo trajali. Racije so se začele v razmeroma majhnem obsegu v 980-ih, vendar so postale veliko resnejše v 990-ih in ljudi spravile na kolena v letih 1009–1012, ko je velik del države opustošila vojska Thorkella Visokega. Sven Vilobradi, danski kralj, je moral osvojiti angleško kraljestvo v letih 1013–14 in (po Ethelredovi obnovi) njegov sin Knut doseže isto v letih 1015–16. Zgodbo o teh letih, ki je vključena v Anglosaško kroniko, je treba brati samostojno in postaviti poleg drugega gradiva, ki tako ali drugače odraža ravnanje vlade in vojskovanja med Ethelredovo vladavino. To je dokaz, ki je podlaga za Keynesovo stališče, da je kralju manjkalo moči, presoje in odločnosti, da bi svojemu ljudstvu zagotovil ustrezno vodstvo v času resne nacionalne krize in ki je kmalu ugotovil, da se lahko zanese le na izdajo svojih vojaških poveljnikov in ki v času svoje vladavine ni okusil nič drugega kot sramoto poraza. Racije so razkrile napetosti in slabosti, ki so segale globoko v tkivo pozne anglosaške države, in očitno je, da so se dogodki odvijali v bolj zapletenem ozadju, kot je verjetno vedel kronist. Zdi se na primer, da je smrt škofa Ethelwolda leta 984 pospešila nadaljnjo reakcijo proti nekaterim cerkvenim interesom; da je do leta 993 kralj obžaloval svojo napako, kar je privedlo do obdobja, ko se zdi, da so notranje zadeve kraljestva uspevale.
Vse težji časi, ki so jih povzročili vikinški napadi, se odražajo tako v Elfricovih kot Wulfstanovih delih, predvsem pa v Wulfstanovi ostri retoriki v Sermo Lupi ad Anglos iz leta 1014. Malcolm Godden nakazuje, da so navadni ljudje videli vrnitev Vikingov kot neizbežno »pričakovanje apokalipse« in to je bilo izraženo v spisih Ælfrica in Wulfstana, kar je podobno kot pri Gildasu in Bedi. Napade so jemali kot znake, da Bog kaznuje svoje ljudstvo; Elfric govori o ljudeh, ki prevzemajo danske običaje in spodbuja ljudi, naj ne opuščajo domačih običajev v imenu danskih, nato pa zahteva od »brata Edwarda«, naj poskusi narediti konec »sramotni navadi« pitja in prehranjevanja v depandansi, kar so nekateri deželani izvajali v pivnicah.
Aprila 1016 je Ethelred umrl zaradi bolezni, njegov sin in naslednik Edmund II. Železnoboki pa je pustil braniti državo. Zadnji boji so bili zapleteni zaradi notranjih razprtij in zlasti zaradi izdajalskih dejanj Ealdormana Eadrica iz Mercije, ki je oportunistično zamenjal stran Knutove stranke. Po porazu Angležev v bitki pri Assandunu oktobra 1016 sta se Edmund in Knut dogovorila o razdelitvi kraljestva, tako da bo Edmund vladal Wessexu in Knut Mercii, vendar je Edmund umrl kmalu po porazu novembra 1016, kar je Knutu omogočilo prevzel oblast nad celotno Anglijo.

### Osvajanje Anglije: Danci, Norvežani in Normani (1016–1066)
V 11. stoletju so bila tri osvajanja: eno s strani Knuta leta 1016; drugi je bil neuspešen poskus bitke pri Stamford Bridgeu leta 1066; tretjega pa je vodil Viljem Normandijski leta 1066. Posledice vsakega osvajanja so spremenile anglosaško kulturo. Politično in kronološko besedila tega obdobja niso anglosaška; jezikovno so se tista, napisana v angleščini (v nasprotju z latinščino ali francoščino, drugimi uradnimi pisnimi jeziki tega obdobja), oddaljila od poznega zahodnosaškega standarda, ki se imenuje stara angleščina. Vendar tudi oni niso srednja angleščina; poleg tega, kot pojasnjuje Treharne, približno tri četrtine tega obdobja »v angleščini sploh ni komaj kaj 'izvirnega' pisanja«. Ti dejavniki so privedli do vrzeli v učenosti, kar pomeni prekinitev obeh strani normanskega osvajanja. Vendar je ta predpostavka izpodbijana.
Na prvi pogled se zdi, da je o tem malo razpravljati. Videti je bilo, da je Knut z vsem srcem sprejel tradicionalno vlogo anglosaškega kraljevanja. Vendar pregled zakonov, homilij, oporok in listin iz tega obdobja kaže, da je zaradi razširjene plemiške smrti in dejstva, da Knut ni sistematično uvedel novega zemljiškega razreda, prišlo do velikih in trajnih sprememb v saški družbeni in politične strukture. Eric John pripominja, da je za Knuta »preprosta težava izvajanja tako širokega in tako nestabilnega imperija povzročila potrebo po prenosu pooblastil proti vsaki tradiciji angleškega kraljevanja«. Izginotje aristokratskih družin, ki so tradicionalno igrale aktivno vlogo pri upravljanju kraljestva, skupaj s Knutovo izbiro vladnih svetovalcev, je končalo uravnotežen odnos med monarhijo in aristokracijo, ki so ga tako skrbno skovali zahodno saški kralji.
Edvard Spoznavalec je postal kralj leta 1042 in glede na njegovo vzgojo so ga tisti, ki so živeli čez Rokavski preliv, morda imeli za Normana. Po Knutovih reformah se je prekomerna moč skoncentrirala v rokah rivalskih hiš Leofrica iz Mercije in Godwina iz Wessexa. Težave so za Edvarda prišle tudi zaradi zamere, ki jo je povzročilo kraljevo predstavljanje normanskih prijateljev. Leta 1051 je prišlo do krize, ko se je Godwine upiral kraljevemu ukazu, da kaznuje može iz Dovra, ki so se uprli poskusu Evstahija Bulonjskega, da bi jih s silo razčetveril. Podpora grofa Leofrica in grofa Siwarda je Edvardu omogočila, da je zagotovil prepoved Godwina in njegovih sinov; in Viljem Normandijski je obiskal Edvarda, med katerim je Edvard morda obljubil Viljemu nasledstvo angleškega prestola, čeprav je bila ta normanska trditev morda zgolj propaganda. Godwine in njegovi sinovi so se naslednje leto vrnili z močno vojsko, magnati pa jih niso bili pripravljeni zaplesti v državljansko vojno, ampak so prisilili kralja, da je sklenil pogoje. Nekateri nepriljubljeni Normani so bili izgnani, vključno z nadškofom Robertom, čigar nadškofovanje je dobil Stigand; to dejanje je bilo opravičilo za papeško podporo Viljemovi stvari.
Padec Anglije in normansko osvajanje je problem nasledstva več generacij in več družin, ki ga je v veliki meri povzročila Ethelredova nesposobnost. Do takrat, ko je Viljem Normandijski, ki je začutil priložnost, leta 1066 izkrcal svoje invazivne sile, se je elita anglosaške Anglije spremenila, čeprav je velik del kulture in družbe ostal enak.

## Po normanski osvojitvi
Po normanski osvojitvi je bilo veliko anglosaškega plemstva izgnanega ali pa se je pridružilo kmečkim vrstam. Ocenjuje se, da je bilo do leta 1087 pod anglosaškim nadzorom samo približno 8 % ozemlja.  Leta 1086 so samo štirje veliki anglosaški veleposestniki še imeli svoja ozemlja. Vendar je bilo preživetje anglosaških dedičev bistveno večje. Mnogi iz naslednje generacije plemstva so imeli angleške matere in so se angleško naučili govoriti doma. Nekateri anglosaški plemiči so pobegnili na Škotsko, Irsko in v Skandinavijo. Bizantinsko cesarstvo je postalo priljubljena destinacija za številne anglosaške vojake, saj je potrebovalo plačance. Anglosasi so postali prevladujoč element v elitni varjaški gardi, ki je bila dotlej večinoma severnogermanska enota, iz katere je bila sestavljena cesarjeva telesna straža, ki je cesarstvu služila do začetka 15. stoletja. Vendar pa je prebivalstvo Anglije doma ostalo večinoma anglosaško; za njih se je takoj malo spremenilo, razen tega, da je njihovega anglosaškega gospodarja zamenjal normanski gospodar.
Kronist Orderic Vitalis, ki je bil plod anglo-normanske poroke, piše: »In tako so Angleži glasno stokali za svojo izgubljeno svobodo in nenehno spletkarili, da bi našli način, kako se otresti jarma, ki je bil tako nevzdržen in nevajen«. Prebivalci severa in Škotske se niso nikoli ogreli za Normane po Harrying of the North (1069–1070), kjer je Viljem po Anglosaški kroniki »popolnoma opustošil to grofijo«.
Mnogi Anglosaški ljudje so se morali naučiti normanske francoščine, da bi se sporazumevali s svojimi vladarji, vendar je jasno, da so med seboj še naprej govorili staro angleščino, kar je pomenilo, da je bila Anglija v zanimivi trijezični situaciji: anglosaščina za navadne ljudi, latinščina za Cerkev in normanska francoščina za upravitelje, plemstvo in sodna sodišča. V tem času in zaradi kulturnega šoka konkviste se je anglosaščina začela zelo hitro spreminjati in približno do leta 1200 ni bila več anglosaška angleščina, ampak zgodnja srednja angleščina. Toda ta jezik je imel globoke korenine v anglosaščini, ki so jo začeli govoriti veliko pozneje kot leta 1066. Raziskave so pokazale, da se je neka oblika anglosaščine še vedno govorila in ne le med neizobraženimi kmeti, vse do 13. stoletja v West Midlandsu. To je bil J.R.R. Tolkienovo glavno znanstveno odkritje, ko je preučeval skupino besedil, napisanih v zgodnji srednji angleščini, imenovano Katherine Group. Tolkien je opazil, da subtilna razlika, ohranjena v teh besedilih, kaže, da se je stara angleščina še naprej govorila veliko dlje, kot je kdorkoli domneval.
Stara angleščina je bila osrednji znak anglosaške kulturne identitete. Sčasoma, zlasti po normanski osvojitvi Anglije, pa se je ta jezik močno spremenil, in čeprav so nekateri ljudje (na primer pisar, znan kot Tremulous Hand of Worcester) še vedno znali brati staro angleščino do 13. stoletja, izpadla iz uporabe in besedila so postala neuporabna. Zdi se, na primer, da je bila knjiga Exeter Book uporabljena za stiskanje zlatih lističev in na neki točki je imel na vrhu lonček z lepilom na osnovi rib. Za Michaela Drouta to simbolizira konec Anglosasov.
Po letu 1066 je trajalo več kot tri stoletja, da je angleščina nadomestila francoščino kot državni jezik. Parlament leta 1362 se je začel z govorom v angleščini in v zgodnjem 15. stoletju je Henrik V. Angleški postal prvi monarh, od pred osvojitvijo leta 1066, ki je v svojih pisnih navodilih uporabljal angleščino.